# Piotr Świerczewski
Piotr Jarosław Świerczewski (Nowy Sącz, 8 de abril de 1972) é um ex-futebolista profissional polonês, medalhista olímpico.

## Títulos
GKS Katowice
- Copa da Polônia de Futebol (2): 1990/91, 1992/93
- Supercopa da Polônia (1): 1991

 SC Bastia
- Copa Intertoto da UEFA (1): 1997

 Lech Poznań
- Copa da Polônia de Futebol (1): 2004
- Supercopa da Polônia (1): 2004

 Dyskobolia Grodzisk Wielkopolski
- Copa da Polônia de Futebol (1): 2007
- Copa da Liga Polonesa (2): 2007, 2008

## Clubes que passou
- 1989–1993 GKS Katowice
- 1993–1995 AS Saint-Etienne
- 1995-1999 SC Bastia
- 1999–1999 Gamba Osaka
- 1999–2001 SC Bastia
- 2001–2003 Olympique de Marseille
- 2003–2003 Birmingham City FC
- 2003–2004 Lech Poznań
- 2004–2004 Cracovia Kraków
- 2005–2006 Lech Poznań
- 2006–2007 Dyskobolia Grodzisk Wielkopolski
- 2007–2007 Korona Kielce
- 2008–2008 Dyskobolia Grodzisk Wielkopolski
- 2008–2009 Polonia Warszawa
- 2009–2009 ŁKS Łódź
- 2009–2010 Zagłębie Lubin
- 2010–2010 ŁKS Łódź